# Młody Gandolfini
Młody Gandolfini (zapis stylizowany: młody gandolfini) – piąty singel polskiego rapera Kubana z jego trzeciego albumu studyjnego, zatytułowanego Fugazi. Singel został wydany 13 listopada 2024.

## Geneza utworu i historia wydania
Utwór napisali i skomponowali Jakub Kiełbiński i Filip Pachólczyk, który również odpowiada za produkcję utworu.
Singel ukazał się w formacie digital download 13 listopada 2024 w Polsce za pośrednictwem wytwórni płytowej Dobzi ludzie w dystrybucji Sony Music Entertainment Poland. Piosenka została umieszczona na trzecim albumie studyjnym Kubana – Fugazi.

## Teledysk
Do utworu powstał teledysk w reżyserii Wery Englot i Wiktora Jungowskiego, który udostępniono 14 listopada 2024 za pośrednictwem serwisu YouTube.

## Lista utworów
- Digital download[2]

1. „Młody Gandolfini” – 2:32

## Notowania

### Pozycje na listach sprzedaży
| Kraj   | Lista (2024)             | Najwyższa pozycja |
| ------ | ------------------------ | ----------------- |
| Polska | Billboard Poland Songs   | 3                 |
| Polska | OLiS – single w streamie | 3                 |